# 若宮莉那
若宮 莉那（わかみや りな、1985年6月1日 - ）は、日本のAV女優、ストリッパー。身長：160cm 、スリーサイズ：B92（Iカップ）・W59・H86。血液型：O型。
東京都出身。

## 略歴
- 着エロアイドルとして活躍した後に2007年に『Iカップ×ギリギリモザイク 新人ギリギリモザイク』でAVデビュー。
- 2008年11月よりストリッパーとして活動を始めた。

## 作品

### ビデオ・DVD
2006年
- 可愛いGカップ（1月20日、ぶんか社）
- milky（5月19日、イーネット・フロンティア）
- la la anele RINA 〜喜びの泉〜（6月21日、ビーエムドットスリー）
- キューティー・パイ（9月22日、竹書房）

### アダルトビデオ
2007年
- Iカップ×ギリギリモザイク 新人ギリギリモザイク（2月7日、エスワン）[2]
- Iカップ×ギリギリモザイク 6つのコスチュームでパコパコ!（3月7日、エスワン）[2]
- Iカップ×ギリギリモザイク 水着でパコパコしよっ♥（4月7日、エスワン）[2]
- Iカップ×ギリギリモザイク 絶叫!ビッグマグナムFUCK（5月7日、エスワン）[2]
- Iカップ×ギリギリモザイク 絶頂!イキまくり潮吹きFUCK（6月7日、エスワン）[2]
- S1ガールズコレクション Hカップ以上限定!ボイン4時間（6月19日、エスワン）※総集編
- Iカップ×ギリギリモザイク バコバコ乱交35（7月7日、エスワン）[2]
- S1ガールズコレクション S級女優18人！ものすごい極太FUCK4時間（7月7日、エスワン）※総集編
- 爆乳潮吹きハイパーデジタルモザイク（8月13日、MOODYZ）[3]
- 真性中出し（9月1日、MOODYZ）[3]
- 強精中出しエロ玩具13（10月1日、MOODYZ）[3]
- 拉致られたアイドル 監禁致傷された女（11月7日、アタッカーズ）[4]
- 特ダネ裏芸能界・巨乳アイドル若宮莉那・歌手にしてくれると騙され犯されました（11月8日、ヒビノ）
- 夫の目の前で犯されて- 感じてしまう身体（12月7日、アタッカーズ）[4]

2008年
- AVアイドル・ハメ撮りプロジェクト 若宮莉那との2人だけの時間 (1月13日、オーロラプロジェクト・アネックス)
- 少女爆乳（3月19日、ドグマ）
- Peaches＆Cream Hip（4月12日、オーロラ）
- 発情OL オフィスで… 24（6月13日、クリスタル映像）他出演:香田麗奈、安藤なつ妃、末永みさと、姫乃未来、矢井田優
- バスト92cmを突いてイカセて揺さぶって…。（7月12日、オーロラ)
- 美脚ミニスカ 02（7月25日、Fan）他出演:若槻せな、川原さな
- 団地妻の憂い（9月18日、アイエナジー）
- 104cmIcup 93cmHcup 92cmIcup 爆乳×潮吹き×大乱交 ゆい あおい りな（10月19日、OPPAI ［おっぱい］）共演:青山ゆい、水森あおい
- 夫の目の前で犯されて- BEST 5（11月7日、アタッカーズ）他出演:青木りん、芹沢直美、小泉彩、くるみ[4]
- 陵辱巨乳若妻（12月4日、ヒビノ）
- 巨乳女狩り 35（12月19日、クリスタル映像）他出演:桃咲まなみ、中森玲子、大塚あやね、緋村由衣、凛華

2009年
- お元気クリニック Vol.2（2月1日、AVS）共演:浜崎りお
- H-cup人妻の汚された結婚生活（3月20日、大洋図書）

## 写真集
- 若宮莉那写真集『Gutie Pie』（2006年7月25日、竹書房、撮影：佐藤健）